# Page (jongen)

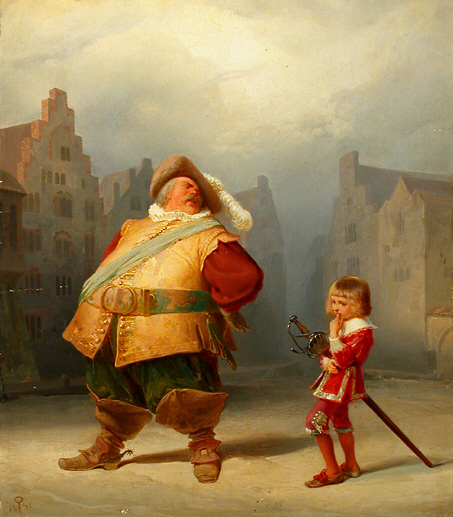
Falstaff en zijn page, Adolf Schrödter (1867)

Een page was een jonge jongen die in dienst was van een adellijk persoon en dienstdeed als bediende, dienstbode of koerier. Het woord komt van het Franse page, dat is ontleend aan het Griekse παιδιον (paidion), dat 'jongetje' of 'bediende' betekent.

## Geschiedenis

### Middeleeuwen
In de middeleeuwen was een page een jongen van adellijke komaf die vanaf zijn zevende levensjaar in dienst van een ridder opgeleid werd tot schildknaap.
Taken van een page waren onder meer het opruimen van de kleren en wapens van zijn heer, helpen zijn pantser en wapens aan te trekken vlak voor een veldslag, berichten overbrengen van de heer naar verschillende andere personen, en het dienen van zijn heer op andere manieren, zoals zijn wijnbeker vullen tijdens maaltijden. Daarnaast werden pages getraind in het gebruik van wapens en kregen ze les in jagen, muziek, dansen en andere prestaties die bij hun sociale status pasten.
Als de page voldoende fysieke kracht had, zich had bekwaamd in de deugden van een ridder en in staat was om in veldslagen mee te vechten, werd hij rond zijn veertiende jaar schildknaap. De schildknaap was gerechtigd om een dolk, het banier en het schild van een ridder te dragen en die te dienen om zelf als volwassen man de ridderslag te mogen ontvangen.
Pages dienden ook in de kastelen en paleizen van de adel en van de koninklijke familie. Ze bedienden de adellijke dames en heren en ook het afleveren van boodschappen werd hen toevertrouwd. Deze functie was meestal gereserveerd voor afstammelingen van adellijke families. De jongeren leerden op die manier het hofleven en de etiquette kennen en legden relaties die van nut konden zijn voor hun latere leven.

### 17e eeuw

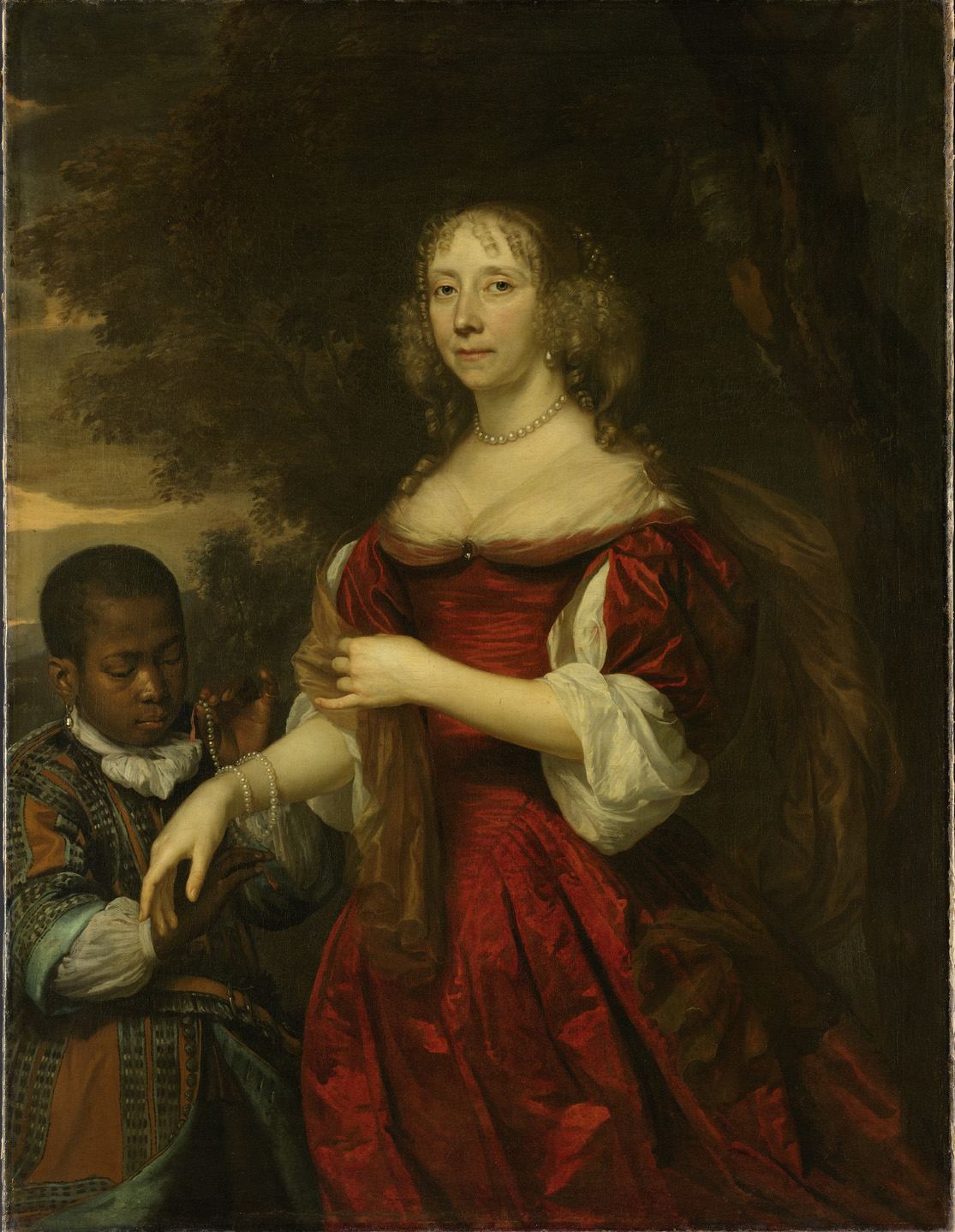
Margaretha van Raephorst, echtgenote van Cornelis Tromp. Jan Mijtens, 1668

Met het verdwijnen van het ridderschap verdween ook de page als hulp van de ridder, maar aan veel koninklijke en adellijke hoven bleven pages bestaan. Vanaf de 17e eeuw werden Afrikaanse pages populair in welgestelde kringen in Europa, onder andere in Nederland, België en Groot-Brittannië.
De pages werden voornamelijk geïmporteerd uit Westelijk Afrika en de Caraïben en werden aangesteld als bedienden, tuiniers, koks en voor andere huishoudelijke taken gebruikt. Ze werden meegebracht door handelaren van de WIC of als geschenk doorgegeven aan andere welgestelden.
Hoewel slavernij in Nederland en de rest van Europa verboden was, werden zwarte pages wel verkocht of cadeau gedaan aan rijken in Europa. Naarmate de bedienden opgroeiden, kon hun rol in het huishouden veranderen. Soms werden ze belast met taken van meer gezag, zoals boekhouding en andere vormen van huishoudelijk beheer, of deden ze dienst als muzikant, paardenverzorger of jachthulp.
Zwarte pages zijn veelvuldig terug te vinden in 17e- en 18e-eeuwse portretten van rijke edelen.
Ze waren vooral populair omdat ze als teken van rijkdom en status werden gezien.

## Hedendaags

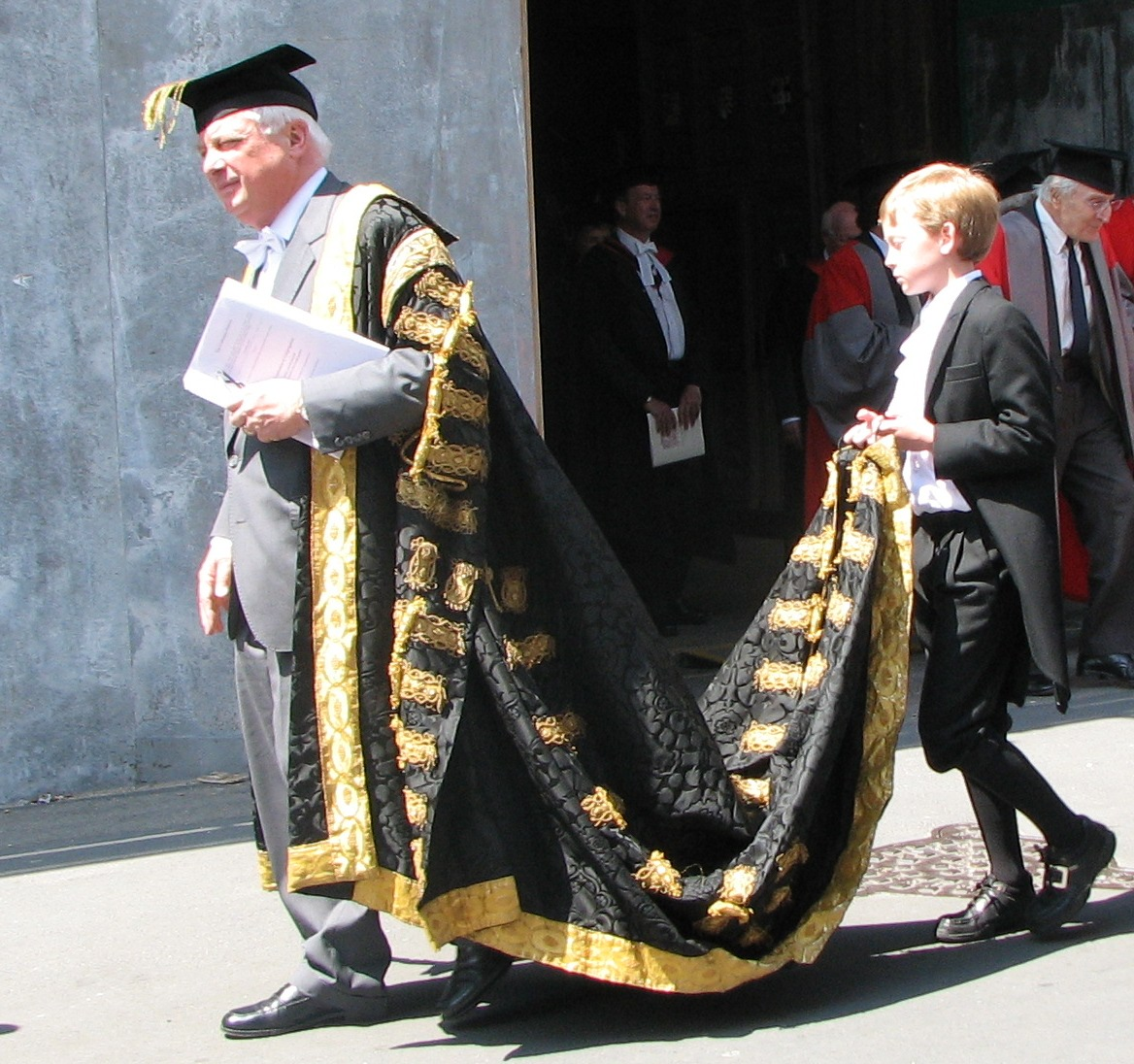
Lord Patten met mantel wordt bijgestaan door een page

Pages komen nog voor bij ceremoniële gelegenheden, bijvoorbeeld bij staatsbezoeken, bruiloften of plechtige audiënties. In Groot-Brittannië wordt bij de opening van het parlement de sleep van de mantel van de vorst gedragen door twee pages in livrei, als ook tijdens de jaarlijkse dienst van de Orde van de Kousenband. Pages van de Britse soeverein worden meestal benoemd op de leeftijd van 12 of 13 jaar en geven hun positie op als ze 17 zijn.